# Agricultura ecológica

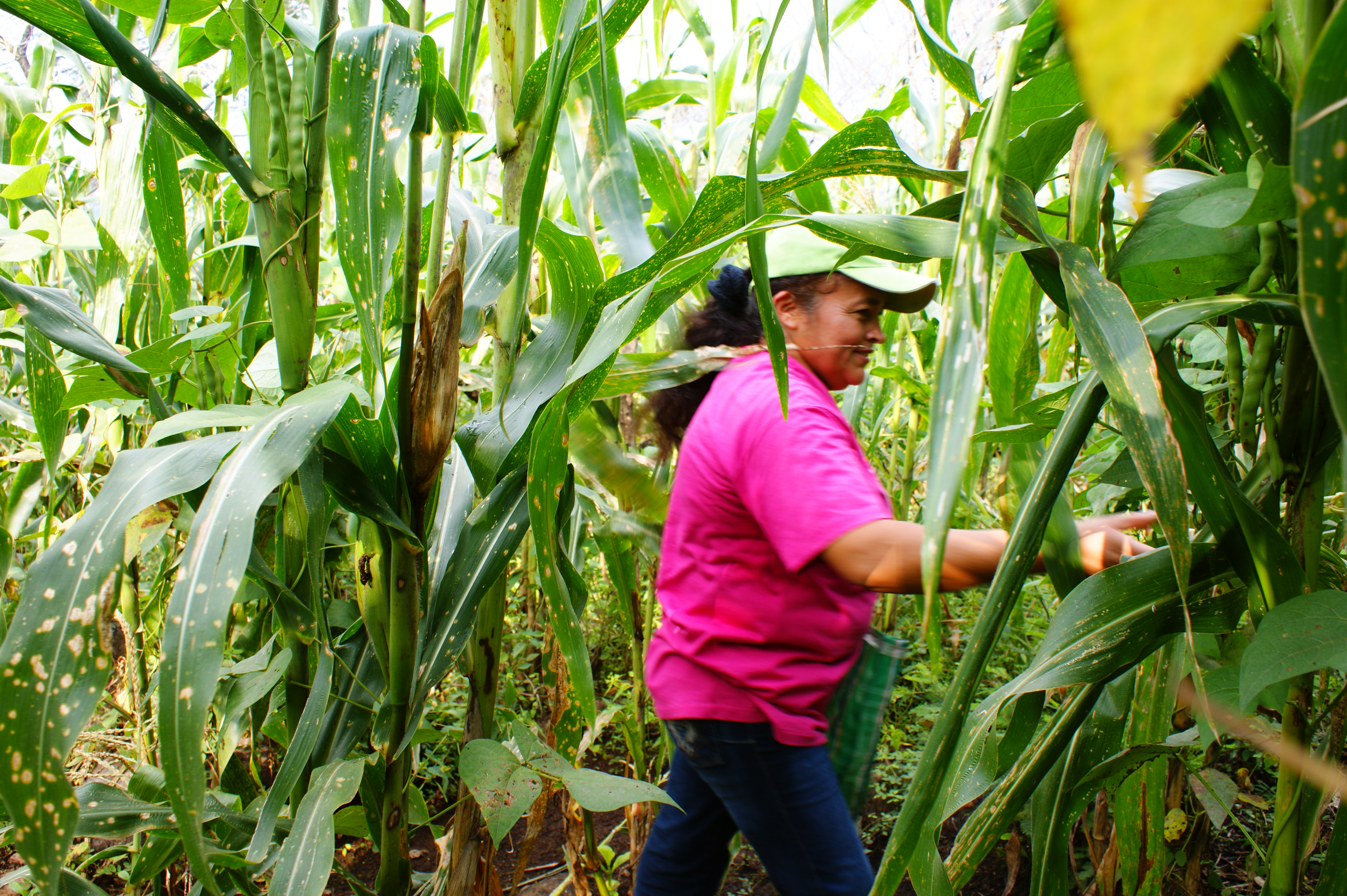
Agricultora de Michoacán, México, mostrando un cultivo de milpa.

La agricultura ecológica, orgánica o biológica es un sistema de cultivo de una explotación agrícola basada en la utilización óptima de los recursos naturales, sin emplear productos químicos sintéticos u organismos genéticamente modificados (OGMs) en ninguna parte del proceso (ni como abono ni para combatir las plagas).  De esta forma, se logra obtener alimentos orgánicos a la vez que se conserva la fertilidad de la tierra y se respeta el medio ambiente. Todo ello de manera sostenible, equilibrada y mantenible.
Los principales objetivos de la agricultura orgánica son la obtención de alimentos saludables, de mayor calidad nutritiva, sin la presencia de sustancias de síntesis química y obtenidos mediante procedimientos sostenibles. Este tipo de agricultura es un sistema global de gestión de la producción, que incrementa y realza la salud de los agrosistemas, inclusive la diversidad biológica, los ciclos biológicos y la actividad biológica del suelo. Esto se consigue aplicando, siempre que sea posible, métodos agronómicos, biológicos y mecánicos, en contraposición a la utilización de materiales sintéticos para desempeñar cualquier función específica del sistema. Esta forma de producción, además de contemplar el aspecto ecológico, incluye en su filosofía el mejoramiento de las condiciones de vida de sus practicantes, de tal forma que su objetivo se apega a lograr la sostenibilidad integral del sistema de producción agrícola; o sea, constituirse como un agrosistema social, ecológico y económicamente sostenible.
La agricultura natural, la agricultura indígena, la agricultura familiar, la agricultura campesina, son tipos de agricultura natural que buscan el equilibrio con el ecosistema, son sistemas agrícolas sostenibles, que se han mantenido a lo largo del tiempo en distintas regiones del mundo buscando satisfacer la demanda de alimento natural y nutritivo a las personas y los animales, de manera que el agroecosistema mantenga el equilibrio. La agricultura biodinámica, y la permacultura, comparten algunos de sus principios y métodos, pero son más recientes.
En esta práctica se puede tomar en cuenta los policultivos que, a diferencia de los monocultivos, no provocan la erosión del suelo ni evitan que se aprovechen los recursos del suelo.

## Tipos de cultivos

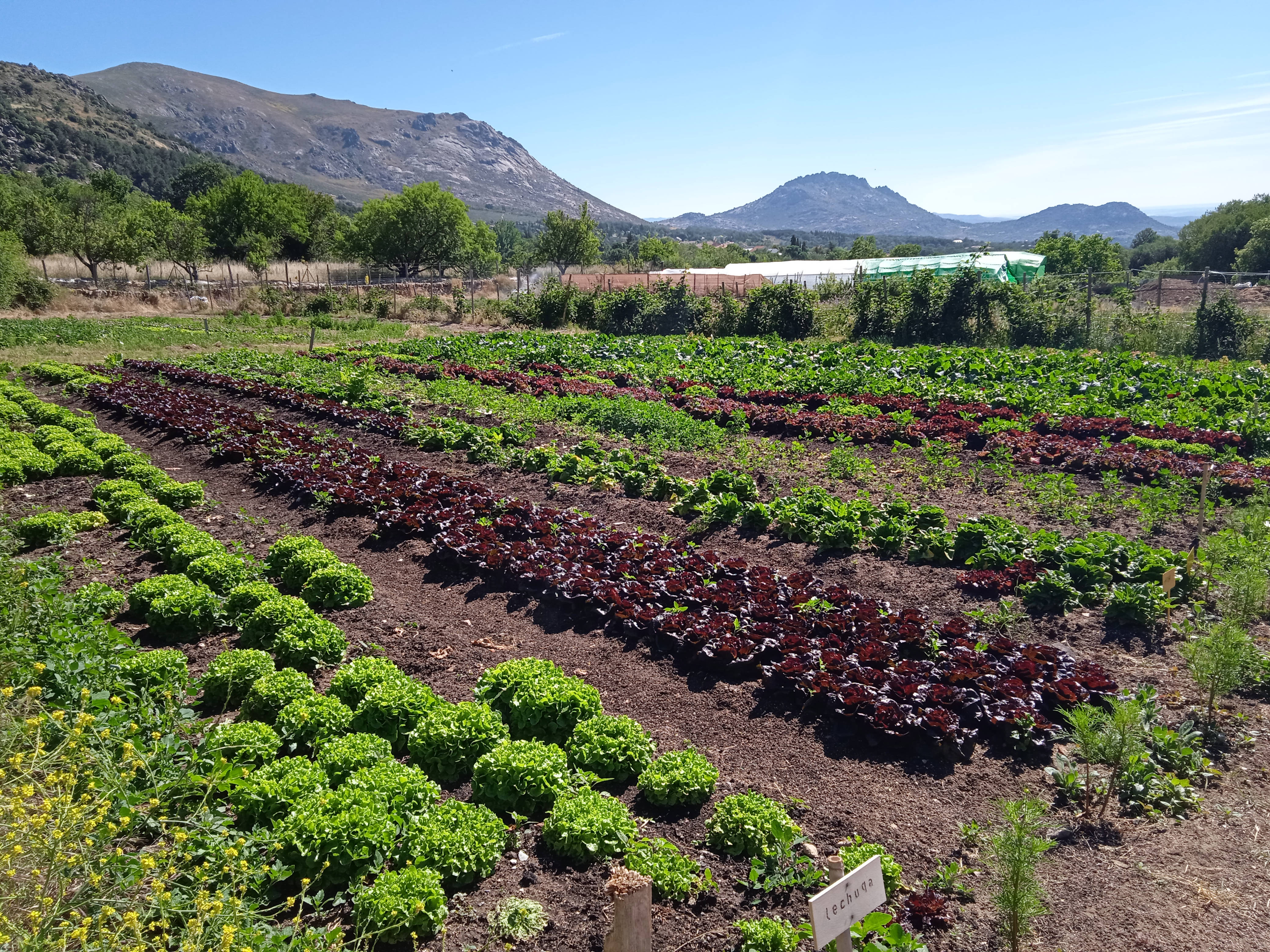
Finca de agricultura ecológica en Bustarviejo (España)

Uno de los cultivos más utilizados por su practicidad es el bancal. Este es un sistema básico de la agricultura biodinámica, establecida por Rudolf Steiner en 1924. Al emplear este método se hacen divisiones en el terreno de aproximadamente 1 m de ancho y el largo que se desee. Al no dejar más de 1 m de ancho tiene la ventaja de que se puede trabajar el bancal sin tener que pisarlo, y así no se apelmaza la tierra de cultivo. Es conveniente por tanto dejar entre bancal y bancal un paso adecuado.
Han de estar en función de la adaptación al medio, su resistencia/tolerancia a las plagas y enfermedades y de su rentabilidad económica. En la medida de lo posible se debe de mantener una diversidad biológica, que se consigue alternando variedades distintas. La biodiversidad viene dada por la integración de componentes a distintos niveles: edáfico (lombrices, bacterias beneficiosas, hongos, nódulos de Rhizobium); especies silvestres (un 30 % de plantas adventicias) y con la implementación de la rotación de cultivos. Esta biodiversidad dentro del ecosistema agrario proporciona estabilidad, resistencia y sostenibilidad frente a sequías y plagas, etc.
Los agricultores pueden utilizar semillas cuyo origen pueden ser de cultivo convencional, debido a la dificultad para encontrar semillas producidas con criterios ecológicos. Las redes de semillas, cada vez más extensas, se ocupan de recuperar variedades de semillas autóctonas, bien adaptadas al entorno y sin modificaciones genéticas.

## Control de plagas y enfermedades
El cultivo ecológico debe estar basado en métodos preventivos, potenciando el buen desarrollo de las plantas y por tanto su resistencia natural a plagas y enfermedades. Debe potenciarse al máximo la prevención mediante unas adecuadas prácticas de cultivo que aseguren el buen desarrollo de las plantas y, por tanto, que estas sean más resistentes. Las especies autóctonas y un abonado adecuado hacen las plantas más resistentes.
Evitando el cultivo de una única especie, al diversificar las especies plantadas se dificulta la aparición de plagas, utilizando para ello una adecuada rotación y asociación en los campos.
Es aconsejable promover el desarrollo de la fauna auxiliar autóctona, mediante el uso de setos y la suelta de insectos útiles (parásitos o depredadores), como los parasitoides del pulgón, Toxoptera aurantii.
En última instancia se podrán utilizar diferentes productos de origen natural, como las piretrinas que se obtienen de las flores secas del crisantemo o el Bacillus thuringiensis que son unas bacterias aerobias que producen una toxina insecticida.
Feromonas, atrayentes y repelentes
El extracto de ajo es biodegradable y sirve para repeler la mosca blanca, los pájaros y distintos tipos de chupadores. Se basa en un enmascarador del olor del alimento, de las feromonas (evita la reproducción de las plagas) y en los pájaros los desconcierta porque el ajo es irritante para los pájaros. No evita que en períodos de mucha hambre este método pueda ser ineficaz para los pájaros, se pueden usar otros métodos como el de los ultrasonidos o el de las explosiones de gas con detectores de movimiento.
El extracto de ajo puede enmascarar el olor de las trampas de feromonas de algunas plagas y puede hacerlas más ineficaces.

## Fertilización
La fertilización del terreno dedicado a la agricultura ecológica es uno de los pilares de esta forma de cultivo. Es muy práctico que el fertilizante sea de producción propia, uno de los más utilizados es la producción de compost.
La materia orgánica es la base de la fertilización, aunque también se pueden utilizar como fertilizantes el abonado en verde que consiste en cultivar y enterrar una planta, para que al descomponerse se convierta en abono, especialmente utilizando leguminosas, estas enriquecen el suelo especialmente en nitrógeno gracias a bacterias que viven en sus raíces y que fijan el nitrógeno atmosférico, y que la planta al ser enterrada cede al suelo en forma de abono. Los fertilizantes nitrogenados tienen un rol central, particularmente en cultivos estratégicos para la sustentabilidad agrícola, como el trigo y el maíz.
Los abonos minerales que se pueden utilizar son los procedentes de fuentes naturales que hayan sido extraídos por procesos físicos.

## Mantenimiento del suelo

### Biológico
En el suelo hay de forma natural una infinidad de organismos vivos que efectúan un «laboreo» continuado: las raíces al explorar en busca de agua y nutrientes; las lombrices, insectos y roedores, con sus galerías; otros organismos con sus exudaciones y residuos que ayudan a unir las partículas de arcilla y humus.
Tampoco hay que despreciar la gran cantidad de materia orgánica que aportan estos organismos así como la conversión de la materia orgánica en material asimilable por las plantas.
Diversas experiencias realizadas han demostrado que el trabajo biológico posee ventajas sobre el mecánico. Como son:
- No apelmaza el suelo al pasar por el suelo, lo que comúnmente ocurre al trabajar la tierra con maquinaria y que obliga a realizar cada cierto tiempo un trabajo más profundo.
- Al cortar la hierba y dejarla como mantillo se producen varias mejoras, por un lado el sol no seca el terreno conservando la humedad y por otro lado sirve de protección a los microorganismos y demás organismos.
- Por otro lado, las plantas adventicias, o también «malas hierbas», no son sistemáticamente combatidas. Se les atribuye la protección del suelo no cultivado y de organismos como insectos depredadores que pueden ayudar a combatir plagas. También pueden ayudar a mejorar la estructura del suelo, cuando vuelve a él una vez secas o cortadas. Para evitar que el campo se llene de adventicias, se realizan rotaciones de cultivo con falsas siembras y programas de abonado equilibrado.

### Mecánico
La principal condición que debe cumplir un apero, es no voltear el suelo en profundidad para no alterar el orden natural del suelo, trabajando con tempero y no abusando de los mismos, evitando en parte de esa forma los efectos indeseables del laboreo mecánico como la mineralización del suelo y la compactación del mismo por el peso de la maquinaria.
Atendiendo a razones prácticas e históricas, las razones para utilizar el laboreo mecánico son:
- Realizar más rápido los trabajos en el campo, tanto de siembra, recolección como los tratamientos.
- Eliminar la competencia que provocan las adventicias.
- El transporte de las producciones desde el mismo campo a su destino.

### Rotación de cultivos

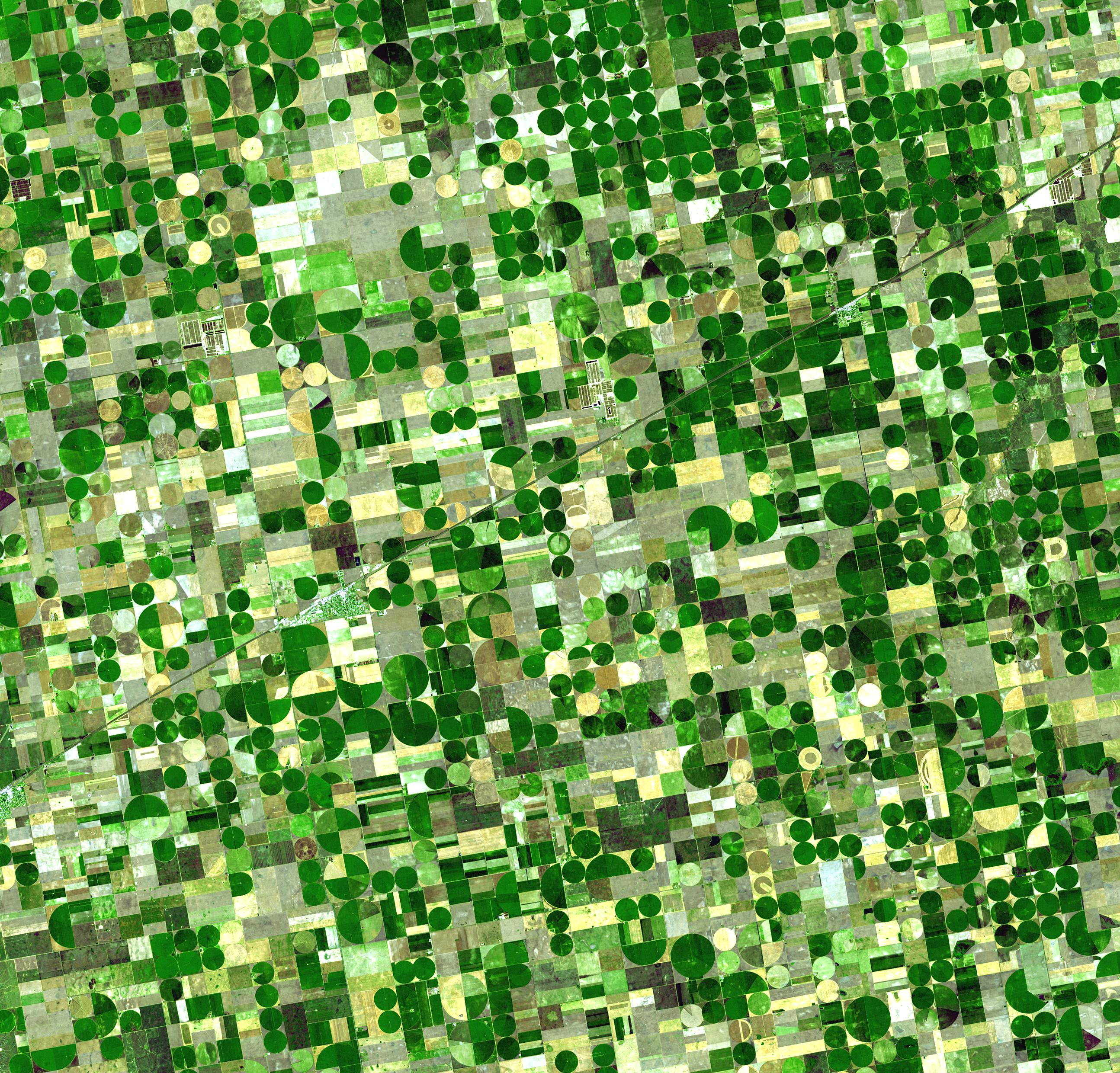
Imagen de campos de cultivo circulares en Kansas, fin de junio de 2001. En verde los cultivos en crecimiento. Maíz en prefloración. Sorgo, muy parecido al maíz, crece más despacio (más pequeño, posiblemente más pálido). Trigo oro brillante al cosecharse, boreal, en junio. En castaño, lotes recientemente cosechados y arados, en barbecho por el año.

Consiste en alternar plantas de diferentes familias y con necesidades nutritivas diferentes en un mismo lugar durante distintos ciclos, evitando que el suelo se agote y que las enfermedades que afectan a un tipo de plantas se perpetúe en el tiempo.
De esta forma se aprovecha mejor el abonado (al utilizar plantas con necesidades nutritivas distintas y con sistemas radiculares diferentes), se controlan mejor las malas hierbas y disminuyen los problemas con las plagas y las enfermedades, (al no encontrar un huésped tienen más dificultad para sobrevivir).
También se debe introducir regularmente en la rotación una leguminosa y alternar plantas que requieren una fuerte cantidad de materia orgánica, y la soportan parcialmente o incluso sin fermentar (papa, calabaza, espárragos, etc.), con otras menos exigentes o que requieren materia orgánica muy descompuesta (acelga, cebolla, guisantes, etc.).
En esta práctica se debe evitar que se sucedan plantas de tipo vegetativo diferente pero que pertenezcan a la misma familia botánica, por ejemplo: espinaca y remolacha = quenopodiáceas, apio y zanahoria = umbelíferas, papa y tomate = solanáceas.
Ejemplo de rotación de cultivos
Se han marcado en color según el resultado:
     malo      aceptable      bueno      muy bueno
Se indica en literal el efecto no deseado:
- Insectos: Tipulidae, Elateridae, Lepidoptera
- Enfermedades: básicamente hongos
- Estructura: significa descomposición estructural
- Calidad: pérdida de calidad
- Tarde: retraso
- Otros se indican directamente en el recuadro

| Planta              | Cultivo previo         |                    |              |       |                  |           |                |                  |           |         |           |                    |                     |                   |       |                  |                 |                    |
| Patata              | Remolacha              | Amapola            | Guisante     | Prado | Pastura          | Alcaravea | Trébol Alfalfa | Colza            | Judía     | Cebolla | Lino      | Cebada de invierno | Centeno de invierno | Trigo de invierno | Avena | Cebada de verano | Trigo de verano |                    |
| ------------------- | ---------------------- | ------------------ | ------------ | ----- | ---------------- | --------- | -------------- | ---------------- | --------- | ------- | --------- | ------------------ | ------------------- | ----------------- | ----- | ---------------- | --------------- | ------------------ |
| Patata              | nematodos enfermedades | estructura         | enfermedades |       | insectos calidad |           |                |                  |           |         |           |                    |                     |                   |       |                  |                 |                    |
| Remolacha           |                        |                    |              | trips | insectos         |           |                | insectos         | nematodos |         |           | trips              |                     |                   |       |                  | trips           | trips              |
| Amapola             |                        | estructura         |              | trips | insectos         |           |                | insectos         | maleza    |         | maleza    | trips              |                     |                   |       |                  | trips           | trips              |
| Guisante            |                        | estructura         |              |       | calidad          |           |                | calidad          | maleza    |         |           | trips              |                     |                   |       |                  | trips           | trips              |
| Pastura en rotación | tarde                  | tarde              | tarde        |       |                  |           |                |                  |           | tarde   | tarde     |                    |                     |                   | tarde | tarde            |                 | tarde              |
| Alcaravea           | tarde                  | tarde              | tarde        |       |                  |           | enfermedades   |                  |           | tarde   | tarde     |                    |                     |                   |       |                  |                 |                    |
| Trébol Alfalfa      | tarde                  | tarde              | tarde        |       |                  |           | insectos       |                  | insectos  | tarde   | tarde     |                    |                     |                   | tarde | tarde            |                 | tarde              |
| Colza               | tarde                  | enfermedades tarde | tarde        |       |                  |           | insectos       |                  |           | tarde   | tarde     |                    | tarde               | tarde             | tarde | tarde            | tarde           | tarde              |
| Judía               |                        |                    |              |       | calidad          | calidad   |                | calidad          |           |         |           |                    |                     |                   |       |                  |                 |                    |
| Cebolla             |                        | estructura         |              |       | calidad          | calidad   |                | calidad          | maleza    | maleza  |           | trips              |                     | nematodos         |       | nematodos        |                 |                    |
| Lino                | calidad                | calidad estructura |              | trips | calidad          | calidad   |                | calidad          |           | maleza  | nematodes | trips              |                     | no común          |       |                  | trips           | trips              |
| Cebada de invierno  | tarde                  | tarde              |              |       | insectos calidad |           |                | insectos calidad |           | tarde   | tarde     |                    |                     |                   |       | nematodos tarde  | enfermedades    | enfermedades trips |
| Centeno de invierno | tarde                  | tarde              |              |       | insectos calidad |           |                | insectos calidad |           | tarde   | nematodos | no común           |                     |                   | tarde | nematodos tarde  |                 | tarde              |
| Trigo de invierno   | tarde                  | tarde              |              |       | insectos calidad | insectos  |                | insectos calidad |           | tarde   | tarde     |                    | trips               |                   |       |                  |                 | trips tarde        |
| Avena               |                        |                    |              |       | insectos calidad |           |                | insectos calidad |           |         | nematodos |                    |                     | nematodos         |       |                  |                 |                    |
| Cebada de verano    |                        |                    |              |       | insectos calidad | calidad   |                | insectos calidad |           |         |           | trips              |                     |                   | trips | nematodos        |                 | trips              |
| Cebada              |                        |                    |              |       |                  |           |                |                  |           |         |           |                    |                     |                   | trips | nematodos        |                 | trips              |
| Trigo de verano     |                        |                    |              |       | insectos calidad |           |                | insectos calidad |           |         |           | trips              | trips               |                   | trips |                  | trips           |                    |

### Asociación de cultivos
La asociación de cultivos consiste en cultivar en la misma parcela varias especies distintas, de forma que se obtenga una sinergia entre ellas.
Esta práctica muy extendida en el cultivo ecológico, puede obtener diversos tipos de mejoras. Por un lado podemos poner dos especies que se complementan en su sistema radicular (uno es profundo (el melón) y el otro superficial (la lechuga), o una planta defiende a la otra con su aroma.

## Historia
Existen muchos modelos de agricultura ecológica, que ofrecen alternativas tecnológicas para los productores al ejercer una práctica armoniosa con la dinámica de los ecosistemas; estos modelos provienen de la fusión y apropiación de ideas de varias escuelas o corrientes que comparten los mismos objetivos generales; presentamos a continuación las corrientes principales que se han referenciado a lo largo del siglo pasado, época en donde se escribió e investigó con mayor propiedad sobre estos temas. Es importante notar que la agricultura ecológica comenzó a partir de las reformas agrarias que se produjeron en Alemania a finales del siglo XIX y, además, por el advenimiento y efecto de lo que la llamada Revolución Industrial generó en el sector agropecuario.

### Agricultura biodinámica
La agricultura biológico-dinámica, creada en 1924 por Rudolf Steiner y denominada agricultura biodinámica se basa en los fundamentos y propuestas de estudio vinculados a la vertiente filosófica antroposofía, cuyo autor es el mismo Steiner.
A principios del siglo XX, un grupo de agricultores que notaban la degeneración de la fertilidad de la tierra y de la calidad nutritiva de los alimentos, preguntaron a Rudolf Steiner qué podían hacer para remediar esta situación; como consecuencia, él organizó unas conferencias de trabajo en Koberwitz, al este de Breslavia, en Alemania, «abriendo el camino para un conocimiento de lo viviente, de lo anímico y de lo espiritual en la naturaleza, y con ello la posibilidad de conducir el trabajo con la tierra y sus criaturas hacia un “nuevo ordenamiento” donde lo natural se halla sobreelevado e integrado en lo humano».
Llevando este concepto a términos más terrenos, lo que distingue a la corriente Biodinámica es el uso de los preparados dinamizados, a manera de una homeopatía agrícola; además de esto, se desarrolla en esta escuela la idea de que las unidades rurales son unos organismos agrícolas que se hallan sometidos a la influencia de factores cósmicos complementarios, diferentes a la influencia de la luz, las estaciones y el clima en general. «Desde el punto de vista conceptual, la Agricultura Biodinámica promueve una agricultura que reconoce y utiliza las fuerzas energéticas de todos los seres vivos y no se restringe a la visión materialista predominante de lo que en esa época se conoció como “la nueva agricultura científica”».

### Agricultura biológica-ecológica
Otra corriente de este tipo de agricultura es el método bioorgánico o biológico-ecológico, más científico, creado por los suízos Hans Müller, su esposa María y por el médico alemán Hans-Peter Rusch, desarrollados a partir de 1951.

### Agricultura orgánica
Esta corriente se inició en Inglaterra, en la década de 1930, por los agrónomos Lady Eve Balfour y Albert Howard; Howard, determinó después de su llegada a la India, que las limitaciones locales no permiten adoptar el sistema productivo basado en las experiencias occidentales, por lo que concluyó que era esencial observar los procesos productivos de la naturaleza y aprender de ella las lecciones necesarias para favorecer la producción de alimentos.
Su libro Un Testamento Agrícola recopila sus observaciones estableciendo conceptos fundamentales para la agricultura orgánica, tales como la protección del suelo, el uso de coberturas permanentes, la producción de compost utilizando el sistema «Indore» (métodos pioneros de compostaje controlado), la idea de manejar mejor la salud de la planta en suelos saludables, la importancia de la investigación en fincas, y el uso racional de recursos locales entre otras.
En 1943, Lady Eve Balfour publicó su libro The Living Soil, en el que promueve la idea de que la salud del suelo y la salud del hombre son inseparables. Su trabajo llevó a formar en 1946, la Soil Association como un ente de investigación e información sobre prácticas orgánicas de manejo de fincas y suelos. Desde entonces esta asociación se ha convertido en líder mundial en el establecimiento de normas y capacitación en agricultura orgánica.
Los sistemas de producción orgánica, llamada «biológica» por los franceses e italianos y «ecológica» por los alemanes, se iniciaron como movimiento alternativo con mayor fuerza en los años 1960 en Europa y Estados Unidos. Tanto las ideas de Howard como las de Balfour fueron promulgadas en Estados Unidos por Jerome Irving Rodale, quien en 1942 publica su revista Organic Farming and Gardening, con un éxito rotundo llegando a vender más de dos millones de copias en 1980.
Gracias a la popularidad de esta revista, se funda el Instituto Rodale que hoy es reconocido internacionalmente por su investigación y capacitación en agricultura orgánica. Esta denominación de «agricultura orgánica» ha sido la más difundida a nivel mundial y por ella se ha llegado a conformar los «Principios Básicos» de la misma, estableciendo en 1972 la «Federación Internacional de Movimientos de Agricultura Orgánica» (IFOAM por sus siglas en inglés, de International Federation of Organic Agricultural Movements).
Soil Association, creada en 1946, es una organización dedicada a los cultivos ecológicos, la cual, a mediados de la década de 1980 vio crecer su número de empleados, sobre todo a partir de 1995 con el Plan de Ayuda Orgánica del gobierno para los agricultores a través del difícil proceso de conversión de 2 a 5 años, gracias a que una serie de supermercados comenzaron a ofrecer alimentos orgánicos y esto trajo una nueva credibilidad al movimiento. Sin embargo, el número de agricultores orgánicos sigue siendo pequeño. El número de empleados de la Soil Association entonces creció rápidamente; la tierra orgánica en el Reino Unido representa en la primera década del siglo XXI casi el 4 % de las tierras agrícolas. Los agricultores orgánicos reciben ahora el apoyo en curso en el reconocimiento de los beneficios ambientales que prestan y esto está animando a más agricultores para tratar sus tierras de forma orgánica.

### Agricultura natural de no intervención
Propuesta por el biólogo y monje Zen budista japonés Masanobu Fukuoka, desde la década de 1950. Este tipo de agricultura no necesita maquinaria ni productos químicos, trabaja con muy poca deshierba y tampoco necesita labrar el suelo ni abonarlo. La filosofía de Fukuoka se basa en «practicar la agricultura cooperando con la naturaleza, en lugar de tratar de mejorarla, conquistándola».
En su libro La Revolución de una brizna de paja y la senda natural del cultivo, cuenta cómo opera su técnica para generar condiciones favorables para los cultivos, luego de lo cual, se interfiere tan poco como sea posible sobre las comunidades animales y vegetales de sus campos. Por otro lado, Fukuoka unió su técnica agrícola con una filosofía cuya esencia expone el hecho de que sanar la tierra y purificar el espíritu humano son un mismo proceso. Propone para ello un tipo de vida y agricultura que permita este proceso.
Esta filosofía se conoce también como «filosofía del no hacer». Parte del supuesto de una pregunta: ¿Por qué preguntarnos qué pasaría si hiciéramos esto en vez de preguntarnos qué pasaría si no se hiciese? Fukuoka llegó así a conclusiones que generan los cuatro principios de la agricultura natural: no laboreo, no arar ni voltear el suelo; no utilizar abonos químicos, ni compost preparado; no desherbar mediante cultivo o herbicidas; y, no utilizar productos químicos. Con base en esta corriente, Jean Marie Roger en 1958 expuso a la comunidad agrícola su modelo de agricultura natural, que difiere del modelo de Fukuoka en que promulga más la biodiversidad que la no intervención.

### Agricultura biológica o agrobiología
Es el nombre usado en Francia y Portugal desde la década de 1960 para denominar el método difundido por los agrónomos Francis Chaboussou, Raul Lemaire y Claude Aubert. Se destaca por la importancia que se le da al control biológico, el manejo integrado de plagas y enfermedades y por la teoría de la trofobiosis.
La idea del manejo integrado de plagas es, primero, buscar en cada insecto plaga su punto débil y atacarlo allí, buscar los enemigos de los insectos plagas y utilizarlos, llevándolos al lote; además de esto, se puede usar más de un método para el control de las plagas, lo que provee el mejor control y de esta manera, si un método de control por alguna razón falla, los otros métodos continuarán protegiendo al cultivo, convirtiéndolo realmente en un método integrado. Por otra parte, la teoría de la trofobiosis presentada por Francis Chaboussou sostiene que la vulnerabilidad de las plantas a las plagas es cuestión de equilibrio nutricional o deintoxicación por venenos. «Un cultivo bien nutrido es más resistente al ataque de plagas y enfermedades lo que favorecerá a hacer menos aplicaciones de plaguicidas y eso a su vez conservar mejor el ecosistema del suelo».
Cuando se unen estos tres conceptos, se genera la idea de una agricultura sostenible puesto que no se puede concebir la nutrición como un componente aislado, sino como un manejo integrado de cultivo ya que los factores nutricionales (como contenido de materia orgánica, fórmulas y formas de fertilización y manejo de suelo, por citar algunos) y no nutricionales (entre los que están el control de plagas y enfermedades, la genética varietal, las condiciones ambientales, el manejo de cultivo) están interrelacionados e interactúan.
La agricultura biológica o agrobiología, asegura que en la medida que se manejen bien los factores no nutricionales se facilita la obtención de calidad, productividad, se disminuye la contaminación y se bajan costos. Un ejemplo citado por Chaboussou era que cuando existe una aplicación muy concentrada de fertilizantes químicos, se elimina un porcentaje de microorganismos benéficos, como algunas especies de Bacillus o Trichoderma; como consecuencia, se pueden desarrollar enfermedades del suelo. Este fenómeno simple, puede traer consigo aplicaciones extra de agroquímicos para controlar pudriciones radiculares; esto afectará a hongos de micorrizas y otros microorganismos que afectan el proceso de mineralización de ciertos elementos afectando en forma negativa la nutrición de las plantas.

### Agricultura mesiánica
En 1983, Mokichi Okada, filósofo japonés, realizó estudios e investigaciones y desarrolló, en Japón, una corriente similar a la agricultura natural, que denominó agricultura mesiánica, que se inició alertando a las personas del peligro de consumir alimentos contaminados, por el uso abusivo de agrotóxicos.
Okada estaba seguro de que llegaría un día en el que habría alimentos en exceso, los que no podrían ser consumidos debido al alto índice de productos químicos contenidos en ellos. Según él, los alimentos naturales, además de proporcionar al ser humano una vida más saludable, lo tornan más productivo y capacitado para contribuir de manera más significativa al seguimiento de las leyes de la naturaleza, produciendo alimentos, que además de conservar su verdadero sabor, no agredan ni destruyan el medio ambiente.
El método de la agricultura mesiánica corresponde a los principios de la propia naturaleza tomándola como modelo y obedeciendo sus leyes. Proyectando la preservación del medio ambiente y la calidad de vida del hombre, la agricultura promulgada por Mokiti Okada, tiene como objetivos, el producir alimentos que incrementen cada vez más la salud del hombre; ser económica y espiritualmente ventajosa, tanto para el productor como para el consumidor; ser practicada por cualquier persona fácilmente y, además de esto, tener carácter permanente; respetar la naturaleza y conservarla; y por último, garantizar la alimentación para toda la humanidad, independientemente de su crecimiento demográfico.
Existen otras corrientes que son importantes por tomar conceptos de estas escuelas y mezclarlos siguiendo los mismos principios orgánicos o biológicos, pero se encuentran desde el punto de vista técnico, en las corrientes descritas anteriormente, con denominaciones como ecológica, regenerativa o sostenible, terminología de carácter más amplio, que busca establecer un puente entre el diálogo científico y la transición tecnológica, conceptos que unidos deberán ser aplicados a la agricultura.

## Política

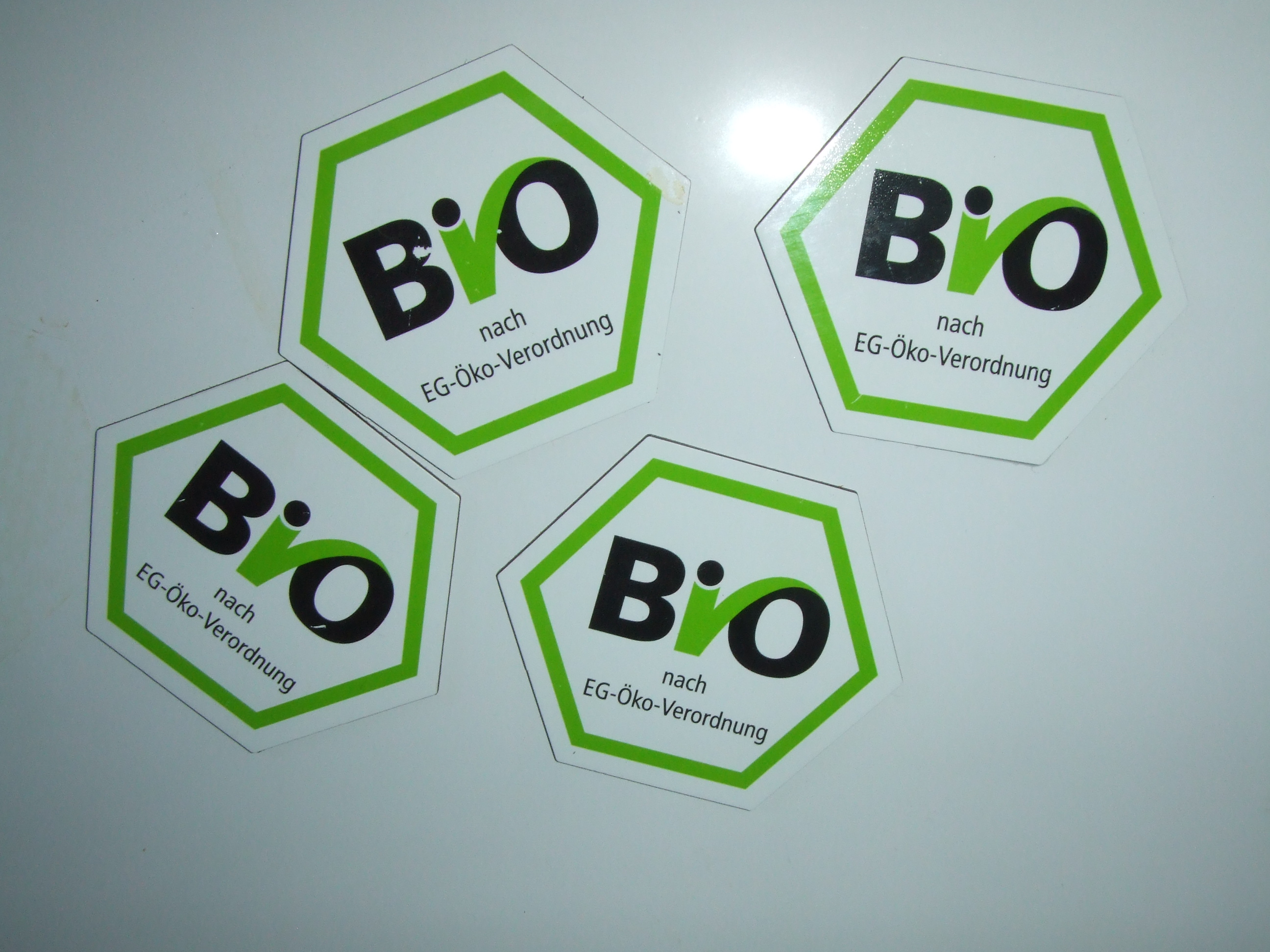
Logo Bio en Alemania.

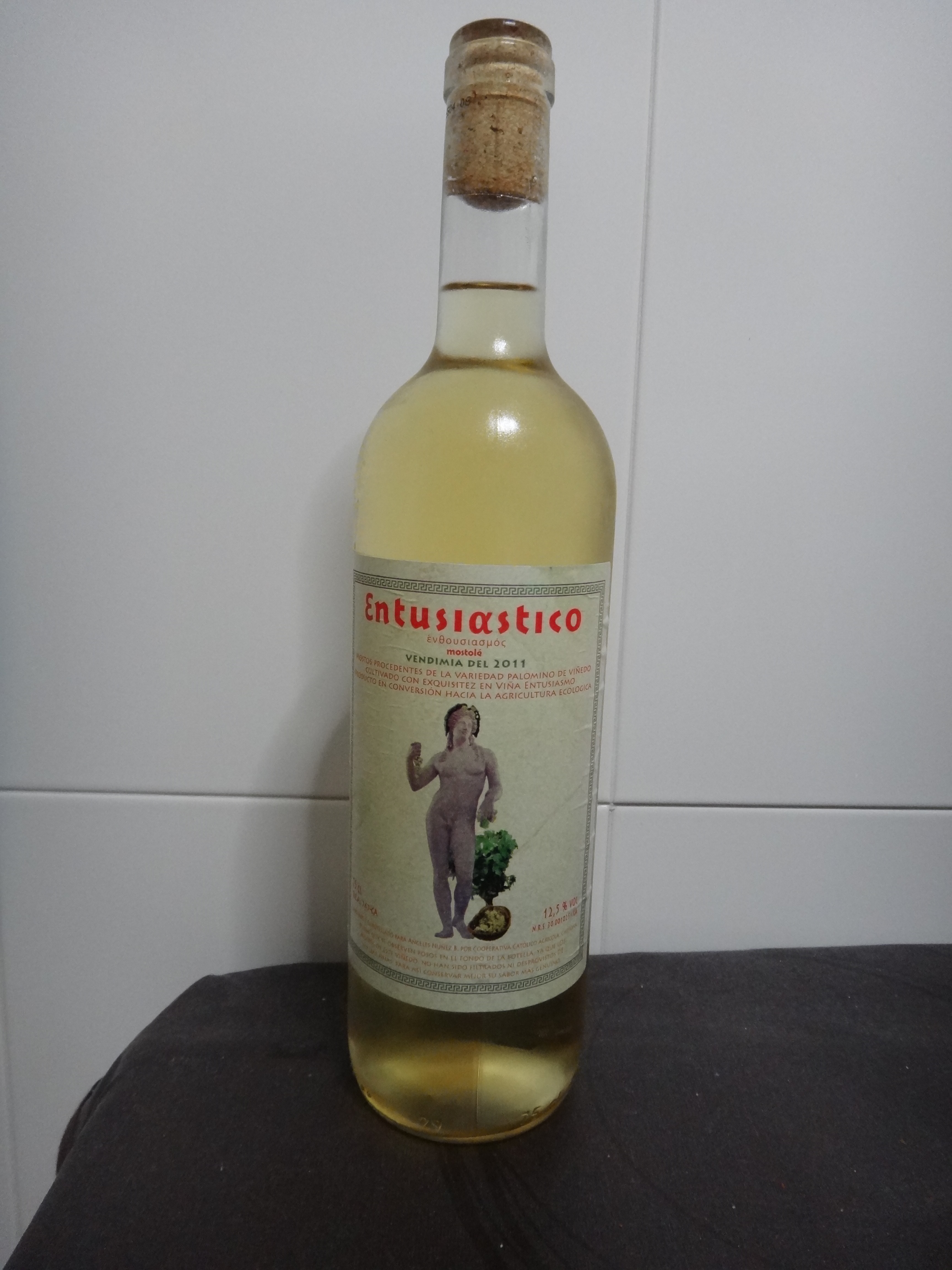
Mosto producido desde uva ecológica (nótese como al no tener autorización en el proceso, no se vende como producto ecológico).

En algunos países, la agricultura ecológica está también definida por el Derecho. Así en la Unión Europea (UE), la agricultura ecológica está regulada a partir del 1 de enero de 2009 por el Reglamento (CE) 834/2007 del Consejo de 28 de junio de 2007 sobre producción y etiquetado de los productos ecológicos, que deroga el antiguo Reglamento (CEE) 2092/91. En él se especifica claramente las técnicas autorizadas en este tipo de cultivo. Los productos ecológicos deben llevar obligatoriamente el sello oficial de la agricultura ecológica de la Unión Europea, permitiéndose añadir, además, los logotipos del país o región de origen.
La demanda de alimentos ecológicos aumenta cada año. Alrededor de tres cuartas partes de los alimentos que actualmente se venden en los supermercados son de este tipo.[cita requerida] Sin embargo, en los últimos años, la cantidad de alimentos orgánicos que se venden a través de los mercados de agricultores y tiendas independientes ha estado creciendo rápidamente a medida que más personas se preocupan acerca de la frescura de los alimentos.[cita requerida]
A veces, un producto producido con elementos ecológicos no se puede etiquetar como tal si el proceso de producción no tiene «certificación ecológica». En esos casos solo se hace notar el origen ecológico de los ingredientes.

## Beneficios, perjuicios y controversias

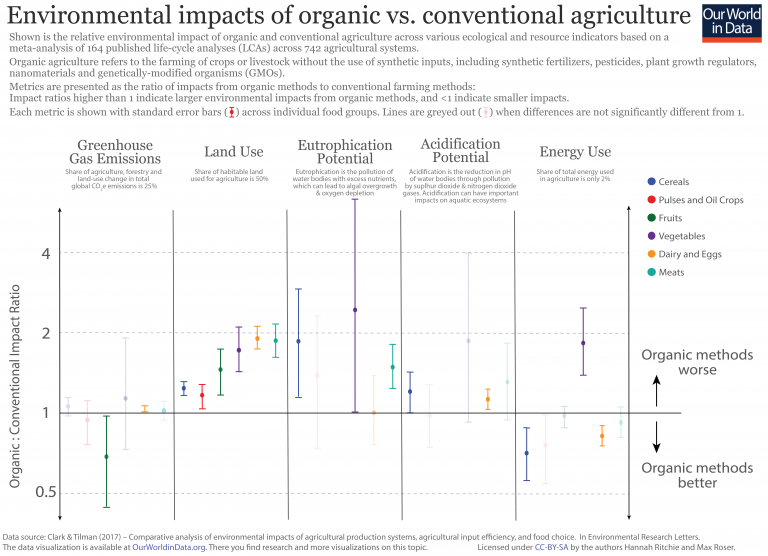
Comparación del impacto ambiental de la agricultura orgánica frente a la convencional. Un valor de 1,0 significa que el impacto de ambos sistemas es el mismo; valores superiores a 1,0 significan que los impactos de los sistemas orgánicos son mayores (peores). En la mayoría de los parámetros, la agricultura orgánica obtiene peores resultados que la agricultura convencional.

Los estudios hasta comienzos de la segunda década del siglo XXI aún no habían demostrado que el consumo de productos biológicos repercutiera en un mayor beneficio sobre la salud. Una importante revisión de estudios científicos certificada por la Food Standard Agency publicada en el American Journal of Clinical Nutrition ha llegado a la conclusión de que no existen diferencias nutricionales significativas para la salud entre alimentos «bio» y alimentos clásicos más allá de su contenido en pesticidas. Sin embargo, no existen suficientes estudios de calidad para poder concluir los efectos a largo plazo sobre la salud de los consumidores.

### Controversias
¿Lo «natural» es saludable, seguro, beneficioso o inocuo?
Hablando de la publicidad de los alimentos, con frecuencia se dice que «lo “natural” es saludable, seguro, beneficioso o inocuo». Según algunos autores, simplemente no es cierto. El adjetivo «natural» acompaña hoy, con ligereza, a demasiados productos destinados a la alimentación y la cosmética. El caso es que ya desde hace unos cuantos años, la legislación española prohíbe el uso del término «natural» en la publicidad; lo hace literalmente de esta forma:
- Artículo 4. Prohibiciones y limitaciones de la publicidad con pretendida finalidad sanitaria... Punto 13: Que utilicen el término «natural» como característica vinculada a pretendidos efectos preventivos o terapéuticos.

En resumen, está justificado desconfiar de todo producto que en su promoción o publicidad use la palabra «natural». La lectura detallada de este artículo 4 del BOE 1907/1996 da idea de qué cantidad de veces se vulnera la legalidad en la publicidad de productos como complementos alimenticios, de cosmética y una infinidad de otros productos destinados a «mejorar» la salud o al menos nuestra autopercepción de la misma.
«La agricultura nunca es ecológica»
Se trata de una «enmienda a la totalidad». Según el autor (J. M. Mulet) el mensaje ecologista ha calado en la opinión pública y está siendo usado para vender más, simplemente. Según él, la agricultura ecológica es «moda y postureo», que siempre —desde hace siglos— se ha usado la manipulación y selección genética en la agricultura y que el futuro de la humanidad no será posible sin los alimentos transgénicos.
Superficie
Alguna vez se cita el mayor consumo de superficie agraria, junto a su correspondiente pérdida de hábitats naturales, como uno de los principales perjuicios de la agricultura ecológica, [cita requerida] lo que queda desmentido por el mayor respeto que tiene la agricultura ecológica hacia los hábitats, calificados como "malas hierbas" y eliminados por el agroextractivismo.

### Beneficios
Entre los beneficios ambientales más comúnmente mencionados suelen citarse la conservación de los suelos, su productividad y su biota (microorganismos), la prevención de la eutrofización de las aguas superficiales y la contaminación de las aguas subterráneas, la reducción del consumo de energía así como de los gases de efecto invernadero o el aumento de la biodiversidad, entre otros. Debido a la dificultad de estudio, cada uno de estos potenciales efectos beneficiosos presentan, en la actualidad, diferentes grados de consenso científico.[cita requerida] Además, se suelen mencionar otros beneficios para los pequeños productores locales, que suelen ser típicamente los principales productores de la agricultura biológica, y sobre la salud a la hora de evitar la manipulación de productos químicos peligrosos por parte de los agricultores.